# Halieutopsis vermicularis
Halieutopsis vermicularis är en fiskart som beskrevs av Smith och Lewis Radcliffe 1912. Halieutopsis vermicularis ingår i släktet Halieutopsis och familjen Ogcocephalidae. Inga underarter finns listade i Catalogue of Life.